# Liste der Stolpersteine in Auerbach/Vogtl.
In der Liste der Stolpersteine in Auerbach/Vogtl. werden die vorhandenen Gedenksteine aufgeführt, die im Rahmen des Projektes Stolpersteine des Künstlers Gunter Demnig bisher in Auerbach verlegt worden sind.
Die ersten und bislang einzigen Verlegungen erfolgten am 15. Juli 2013.

## Verlegte Stolpersteine
In Auerbach/Vogtl. wurden drei Stolpersteine an drei Standorten verlegt.
| Stolperstein | Inschrift | Standort                           | Name, Leben                                                           |
| ------------ | --- | ---------------------------------- | --------------------------------------------------------------------- |
|              | HIER WOHNTE ERICH BARTHEL JG. 1907 ZEUGE JEHOVAS KRIEGSDIENST VERWEIGERT VERHAFTET 2.5.1944 ZUCHTHAUS TORGAU VERURTEILT 11.7.1944 ZUCHTHAUS HALLE/SAALE HINGERICHTET 11.8.1944 | Falkensteiner Straße 40 (Standort) | Erich Barthel                                                         |
|              | HIER WOHNTE HARRY LEVY JG. 1904 'SCHUTZHAFT' 1938 BUCHENWALD AUSREISEANTRAG 1942 LEHRE IN BERLIN MISSHANDELT TOT AN DEN FOLGEN 27.10.1942 BERLIN                               | Kaiserstraße 19 (Standort)         | Harry Levy wurde am 8. Dezember 1904 in Falkenstein/Auerbach geboren. |
|              | HIER WOHNTE ALFRED SELTMANN JG. 1899 ZEUGE JEHOVAS MEHRMALS VERHAFTET ZULETZT 28.3.1940 FLOSSENBÜRG ERMORDET 4.1.1945                                                          | Liebknechtstraße 1a (Standort)     | Alfred Seltmann                                                       |